# Víctor Yturbe
Víctor Yturbe (Víctor Manuel De Anda Iturbe; * 8. Mai 1926 in Mexiko-Stadt; † 28. November 1987 in Atizapán de Zaragoza), bekannt als El Piruli, war ein mexikanischer Sänger.
Yturbe trat Anfang der 1960er Jahre als Clown in einer Wasserski-Show des Hotels Posada Vallarta in Acapulco auf und erhielt bei dieser Gelegenheit auch den Spitznamen El Piruli (Der Lollipop). In der Nachtbar des Hotels begann auch seine Laufbahn als Sänger, und hier entstand 1964 als erfolgreiches PR-Produkt des Hotels sein erstes Album Noches en la Posada Vallarta. Bekannt wurde er mit dem Song Confidencias de amor. In der Folgezeit nahm er mehrfach an den Musikfestivals der OTI teil. Insgesamt nahm er mehr als ein Dutzend Alben auf, meist in Zusammenarbeit mit Chamín Correa. Yturbe wurde in der Nacht des 28. November 1987 von drei unbekannten Tätern ermordet.

## Diskografie (Auswahl)
- 1993: 16 éxitos de oro (MX: Gold[2])
- 2004: La Mas Completa Coleccion (MX: Platin)
- 2007: 50 éxitos: La más completa colección